# Aterramento marítimo
Aterramento marítimo(pt-BR) ou aterro marítimo(pt-PT?), ganho de terra, mar roubado ou recuperação de terra é o processo de colocação de terras ou areias onde antes havia mar ou água, bem como o próprio território que assim surge.
Aterramento fluvial(pt-BR) ou aterro fluvial(pt-PT?) é o processo similar desenvolvido sobre a margem de rios.
Há para o aterro marítimo duas práticas distintas: uma delas implica a obtenção de novos solos a partir dos canais dos rios ou do mar, utilizáveis fundamentalmente na criação de novos assentamentos urbanos, ou na agricultura; a outra prática refere-se à restauração a um estado mais natural dos solos afetados anteriormente por alguma catástrofe ecológica (como pode ser a contaminação, o desmatamento ou a salinização), que os havia feito inutilizáveis.

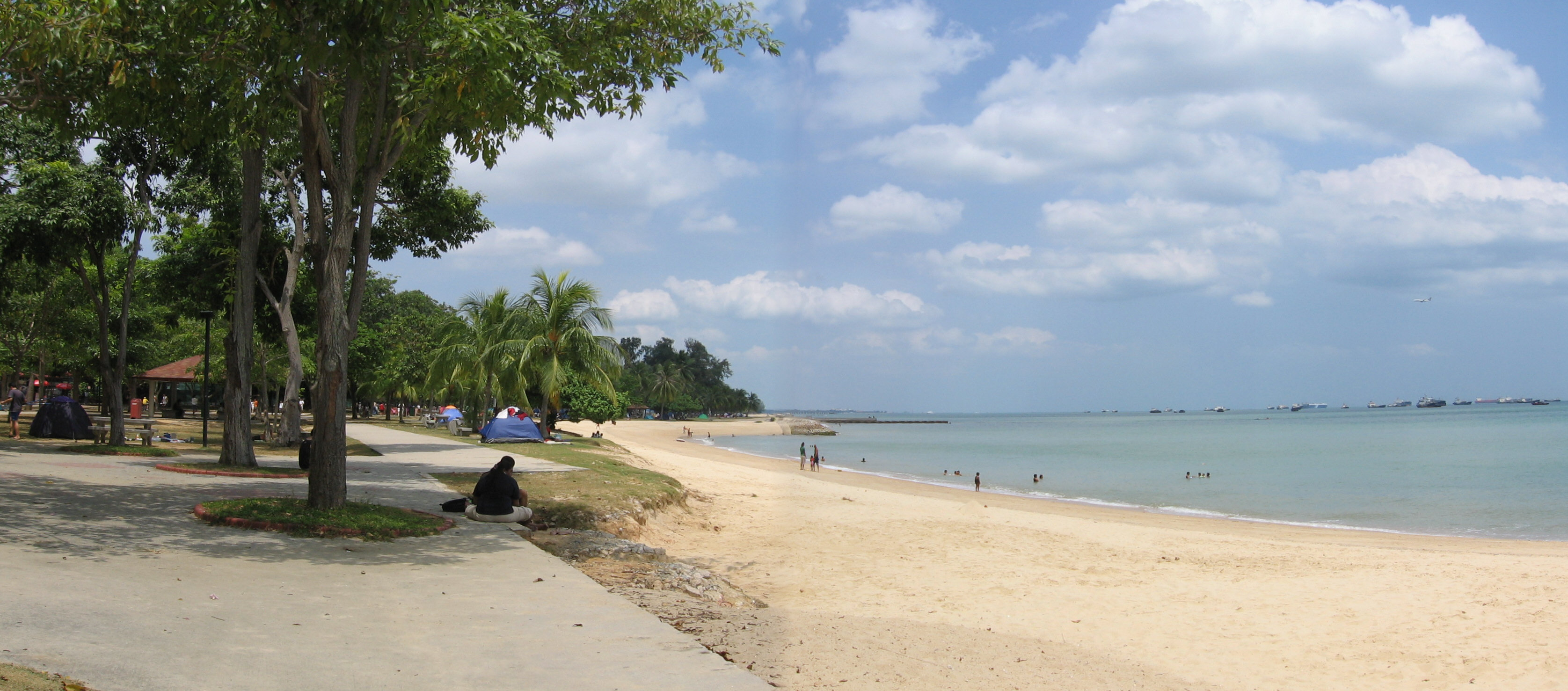
Todo o Parque da Costa Leste, em Singapura foi construído com aterramento marítimo.

## Criação de novas terras

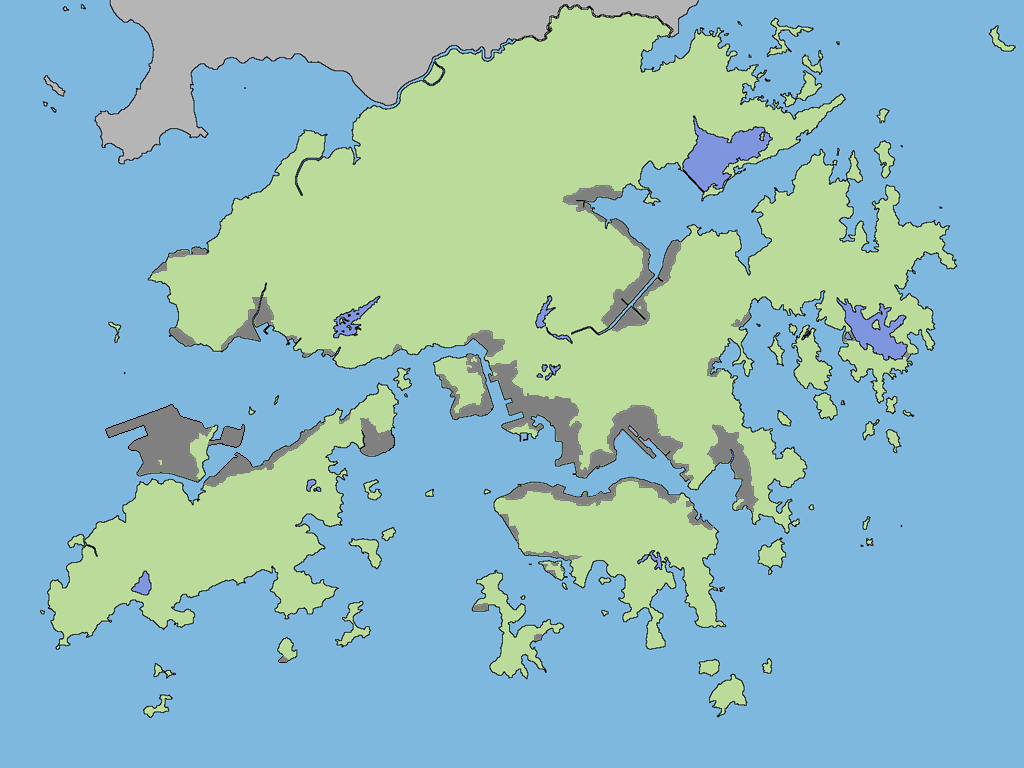
Mapa de Hong Kong, que mostra em cinza os locais de aterramento marítimo ao longo da história.

O aterramento marítimo pode ser a criação de novas terras onde uma vez houve água. Entre os exemplos notáveis incluem-se o oeste de Nova Orleans; Washington, construído em parte sobre terras que alguma vez foram pantanosas; Cidade de México, que está situada no lugar onde antigamente se localizava o lago de Texcoco; Helsinque, cidade cuja maior parte do centro está construída sobre local aterrado; parte da Cidade do Cabo; a costa de Chicago; parte de Boston, Massachusetts; Battery Park City, em Manhattan; o porto de Zeebrugge, na Bélgica; a zona residencial no sudoeste de Brest, na Bielorrússia; os famosos pólderes dos Países Baixos, e as ilhas de Toronto, no Canadá.
Mônaco e o território britânico de Gibraltar tem aumentado seu território devido ao aterramento marítimo. A cidade do Rio de Janeiro foi construída em grande parte em locais aterrados junto ao mar, como o Aterro do Flamengo e parte da Urca. Parte do Centro Histórico de Porto Alegre também foi feita em locais aterrados no Lago Guaíba.
No Oriente Próximo também são famosos por seus esforços no aterramento marítimo. Um dos primeiros e o mais célebre projeto foi o plano de aterramento de Praya, em Hong Kong, que aterrou entre 50 e 60 acres (240.000 m²) de terras em 1890, durante sua segunda fase de construção. Foi um dos projetos mais ambiciosos realizados durante o período colonial da cidade. Além de Hong Kong, também no sul da China há cidades como Shenzhen e Macau, que também realizaram o aterramento marítimo.
No Japão, ao redor de 20% das terras na Área da Baía de Tóquio têm sido ganhas com o aterramento marítimo. Também na Ásia tem-se trabalhado na costa de Manila, a capital filipina; e na cidade-estado de Singapura, onde a terra é escassa.

## Drenagem de Pântanos
Outra prática é a drenagem de pântanos ou zonas úmidas temporárias submergidas para convertê-las em terras agrícolas. Se bem isto não cria novas terras exatamente, permite o uso comercial das terras produtivas que de outro modo se limitaria o habitat de vida silvestre. Também é um importante método de controle de mosquitos.

## Ilhas artificiais
A criação de uma ilha artificial é uma empreitada custosa e arriscada. A princípio esta técnica emprega-se em lugares que estão densamente povoados e onde a terra plana é escassa. O Aeroporto Internacional de Kansai (em Osaka, no Japão) e o aeroporto internacional de Chek Lap Kok (Hong Kong) são exemplos disso. As Ilhas Palma, Ilhas World e o hotel Burj al-Arab, frente a Dubai nos Emirados Árabes Unidos, são outros exemplos de ilhas artificiais.

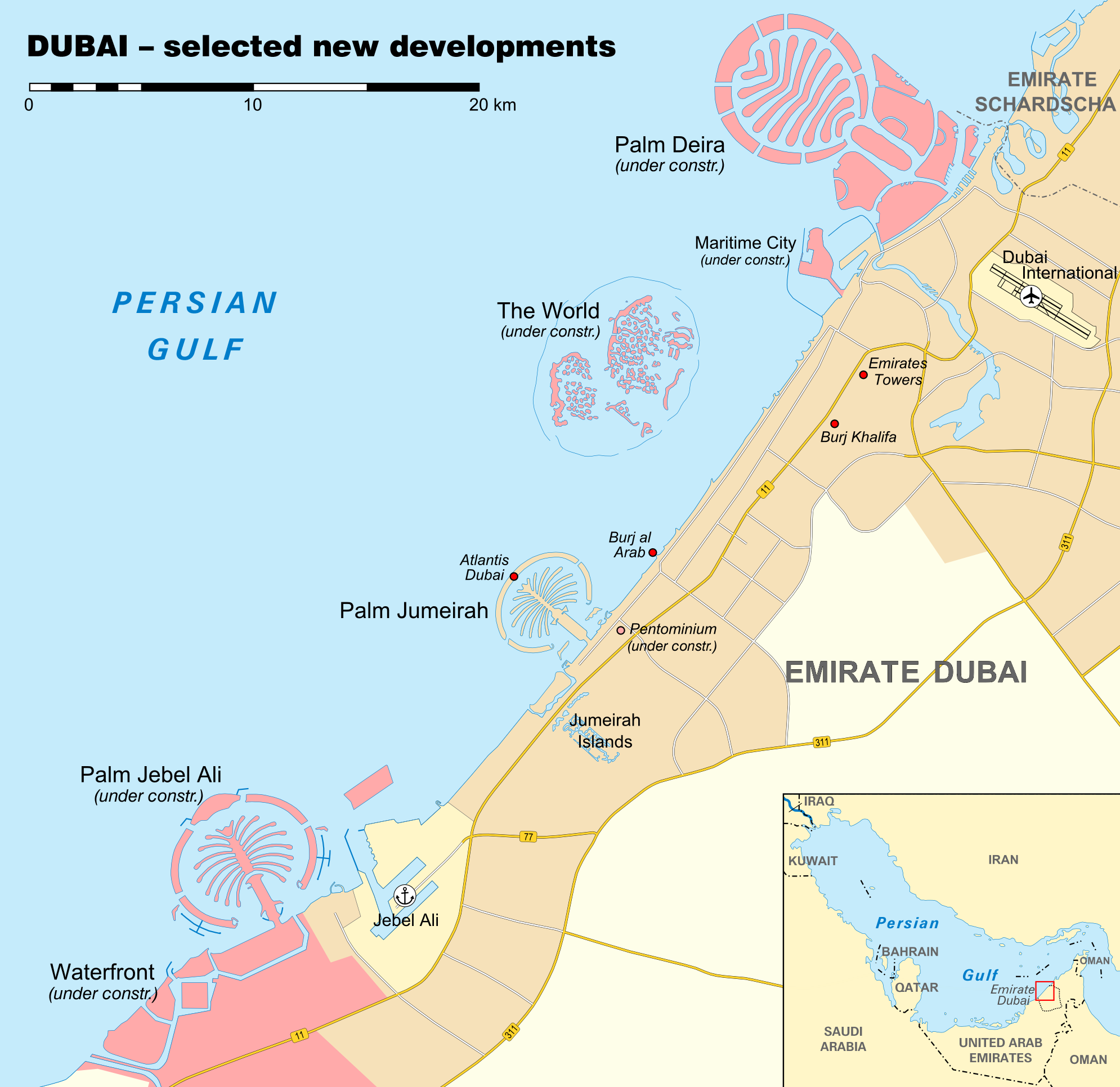
Nos últimos anos o emirado de Dubai, tem desenvolvido diversos projetos para ganhar terras ao mar, e construir Ilhas artificiais mostradas no mapa em cor rosa.

## Restauração de praias
A restauração de praias é o processo de reparação das praias com materiais como areia ou o barro do interior. Utiliza-se para reconstruir as praias que sofrem de falta de areia por uso inadequado ou pela erosão da deriva, tratando de conservar o aspecto natural da praia. Ainda que não seja uma solução duradoura, é barata em comparação com outros tipos de defensas costeiras.

## Impacto ambiental
A drenagem de zonas úmidas para a lavoura, por exemplo, é uma forma de destruição do hábitat. Em algumas partes do mundo, os novos projetos de regeneração estão restringidos ou não se podem realizar, devido à proteção do meio ambiente mediante leis.

### A legislação ambiental
Os legisladores de Hong Kong aprovaram a proteção do porto Victoria mediante uma lei em 1996 em um esforço por salvaguardar a ameaça cada vez mais direta do aterramento marítimo.

## Exemplos de aterramento marítimo
- Bermudas: a Ilha Saint Davids[1] uma das que formam os Territórios britânicos ultramarinos de Bermudas expandiu-se artificialmente passando de 2,04 km² a 2,60 km² com a finalidade de fazer espaço para uma base militar.
- Bahrein - 76,3% do tamanho original de 410 km² (1931-2007).
- Coreia do Sul - até 2006, cerca de 38 por cento ou 1.550 km² de zonas úmidas costeiros foram aterradas.
- Gibraltar: o território de Gibraltar também tem aterrado o mar, o que tem gerado protestos da Espanha que não reconhece o seu poder marítimo.
- Hong Kong - O plano de aterramento de Praya iniciou-se a finais de 1860 e consistiu em duas etapas para um total de 50 a 60 acres. Esta cifra subestima a importância dos sítios regenerados: Hong Kong Disneyland, o Aeroporto Internacional de Hong Kong, e seu predecessor, o aeroporto de Kai Tak, foram construídos em locais aterrados. Além disso, grande parte da recuperação tem tido lugar em localidades da costa em ambos os lados do Porto Victoria.
- Além disso, como a cidade expande-se, as novas cidades em diferentes décadas, eram em sua maioria construídas em locais aterrados, como Tuen Mun, Tai Po, Shatin - O Ma Shan, West Kowloon, Kwun Tong e Tseung Kwan.
- Kobe, Japão - 23 km² (1995).
- Macau - 170% do tamanho original ou 17 km²

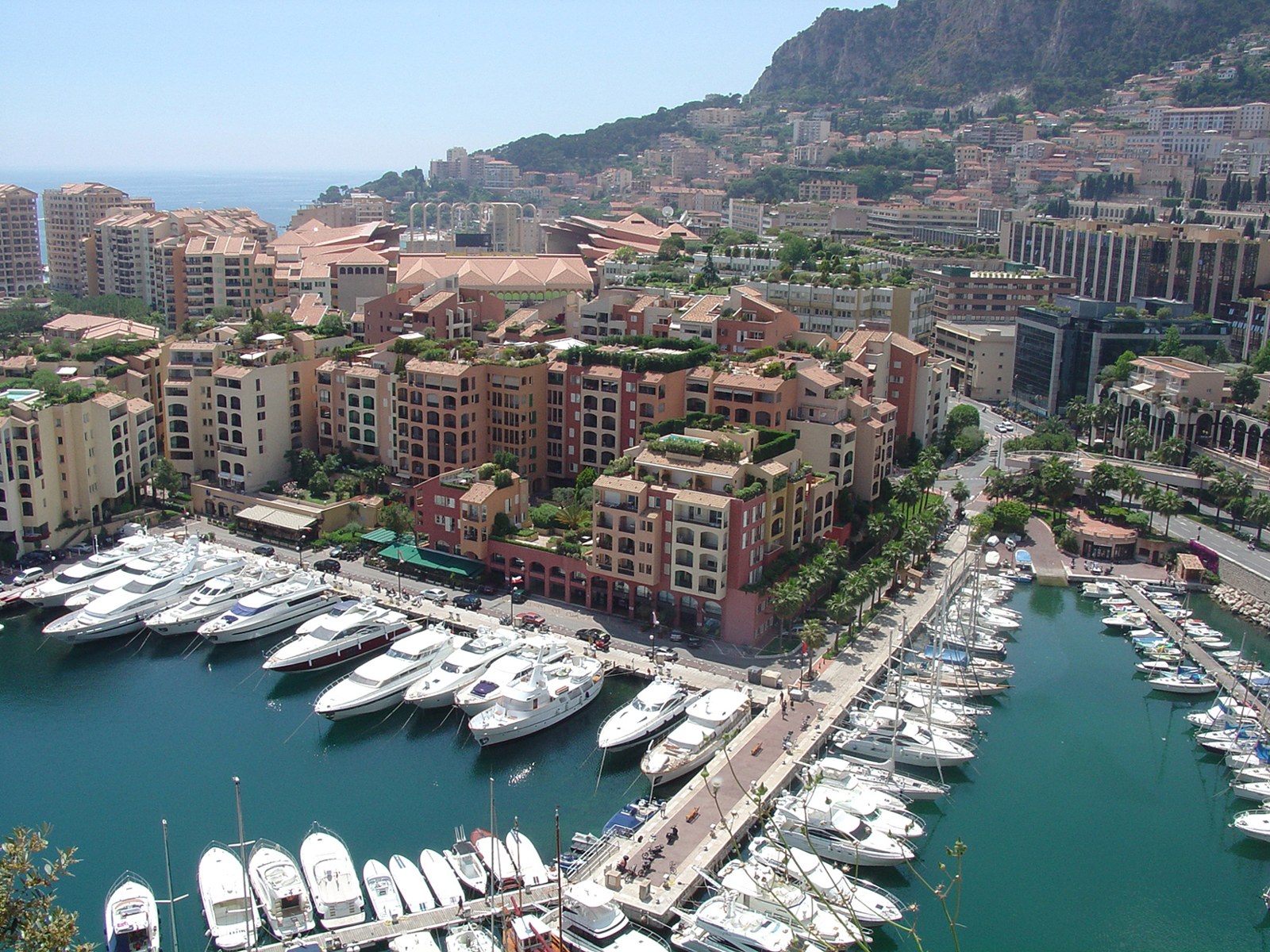
Fontvieille, foi construído totalmente com aterramento marítimo.

- Mônaco: O distrito ou bairro de Fontvieille de 32,41 hectares (0,3241 km²) foi construído em locais aterrados no mar, para haver espaço para residências devido ao limitado território do país, existe outro projeto chamado Le Portier para aterrar 27,50 hectares adicionais.
- Maldivas: tem expandido várias ilhas e criado outras novas em atóis para ser habitadas, como é o caso da ilha artificial de Hulhumalé[2] de 2,00 km².
- Nova Zelândia - áreas significativas de terra que consistem em várias centenas de hectares têm sido aterradas ao longo da frente portuária de Wellington e Dunedin. Em Dunedin - que em seus primeiros dias foi apelidado de "Mudedin" – ao redor de 2'5 km², incluindo grande parte do centro da cidade e os subúrbios de Dunedin Norte, Sul e Dunedin Andersons Bay são aterros ao longo do Otago Harbour, e uma área similar no subúrbio de St Clair e St Kilda são pântanos drenados.
- Países Baixos – cerca de um quinto da superfície do país, cerca de 7000 km².
- Rio de Janeiro, principalmente vários quarteirões da nova área do cais, todo o Parque do Flamengo e o bairro da Urca.[3]
- Singapura - 20% do tamanho original ou 135 km² até 2003, os planos são de 99 km² ou mais.
- Baía de Tóquio, Japão - 249 km²